# 拜库拉站
拜库拉站（英語：Byculla，车站代码BY) 是一个位于印度孟买拜库拉片区的铁路车站，为孟买市郊铁路中央线的站点，中央线快慢车均停靠该站。
车站设有4个站台，中间设一座岛式站台，夹于中央线慢车和快车轨道之间，两侧设两个侧式站台。慢车停靠西侧的1、2号站台，快车停靠东侧的3、4号站台。车站设有WiFi。
车站建筑为孟买一级遗产建筑。

## 历史
拜库拉站是1853年4月开通的孟买-塔那铁路（由大印度半岛铁路兴建）最初的站点之一，车站建筑最初为木质结构，1857年改建为石质结构，1891年6月改造为现在的形态。该铁路的第一台机车（名称为“福克兰勋爵”）在1852年通过拜库拉站运达，由约200名劳工拉到车站，机车随后放置在拜库拉站旁的场地，用作调车机车。

### 旧车站

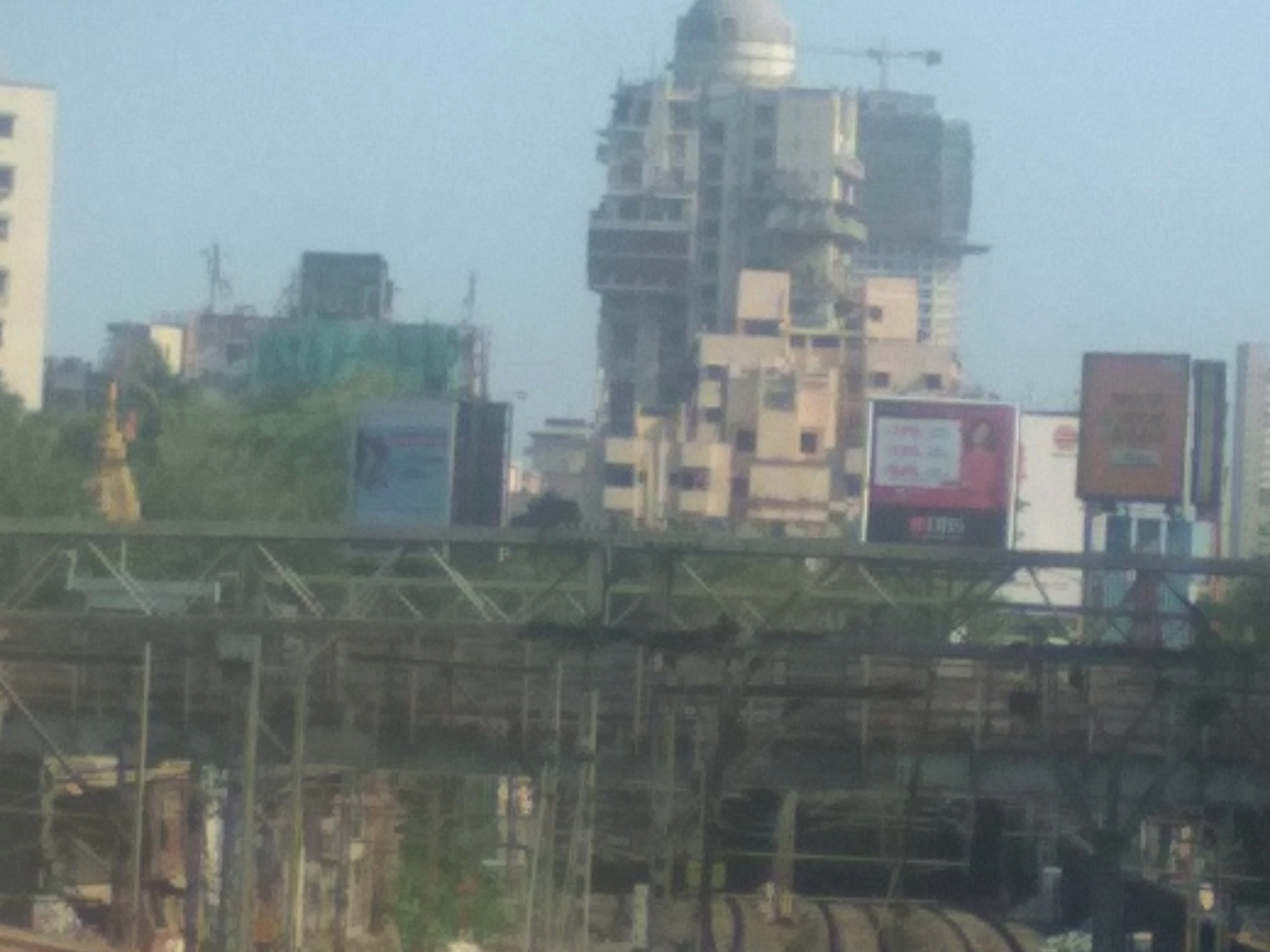
该照片拍摄于旧车站原址以北550米处，旧车站位于曼克什瓦尔湿婆神庙（照片左侧）西侧（照片右侧）、照片中桥梁的南侧

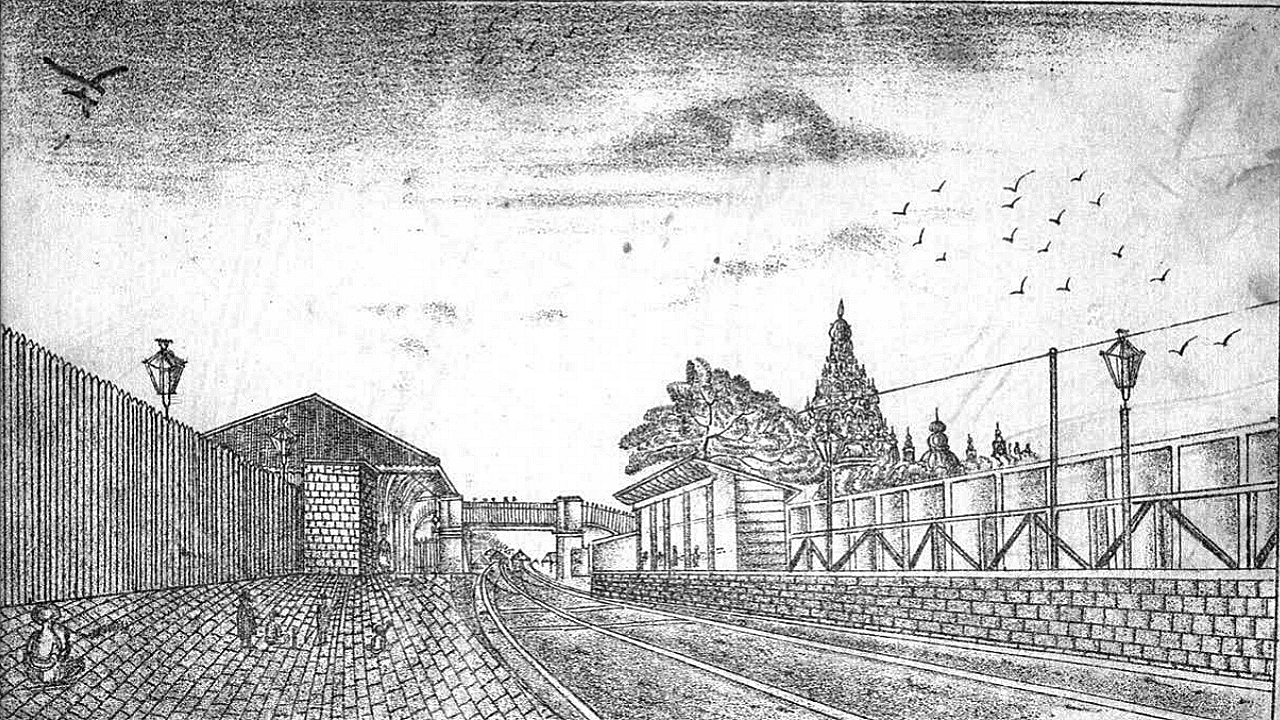
旧拜库拉站，1854年或以前。

拜库拉站旧车站位于现有车站以南约500米处，位于现在的曼克什瓦尔湿婆神庙（英語：Mankeshwar Shiv Temple）西侧，该庙及车站北侧的跨线桥是车站旧图像中经常出现的元素。当时车站仅有两条轨道，建筑物很少，仅有一处狭窄的入口。有传言称，铁路公司的医生W·C·埃克尔斯（英語：W.C. Eccles）在前往该站时，乘坐的马车在通过车站入口时车轴断裂，遂向公司经理提出改造车站，因此现在车站的门廊较宽。由于当时的总站博里邦德站较为破旧，乘坐火车的英国上层贵族更愿意前往拜库拉站乘车。

### 旧车间
拜库拉站也曾设有大印度半岛铁路最早的维修车间，1854年启用，占地面积超过18英亩，设有车棚、装配车间、金属铸造厂、锯木厂、车厢维修车间和货车建造车间、仓库、木材存储库、办公室和宿舍。该车间此后在1870年代转移至帕雷尔的一处空间更大的车间，以适应交通量的增长。

### 后期变化
车站在1857年重建，并在1891年6月转移至旧址以北的现址，建成规模更大的站房。

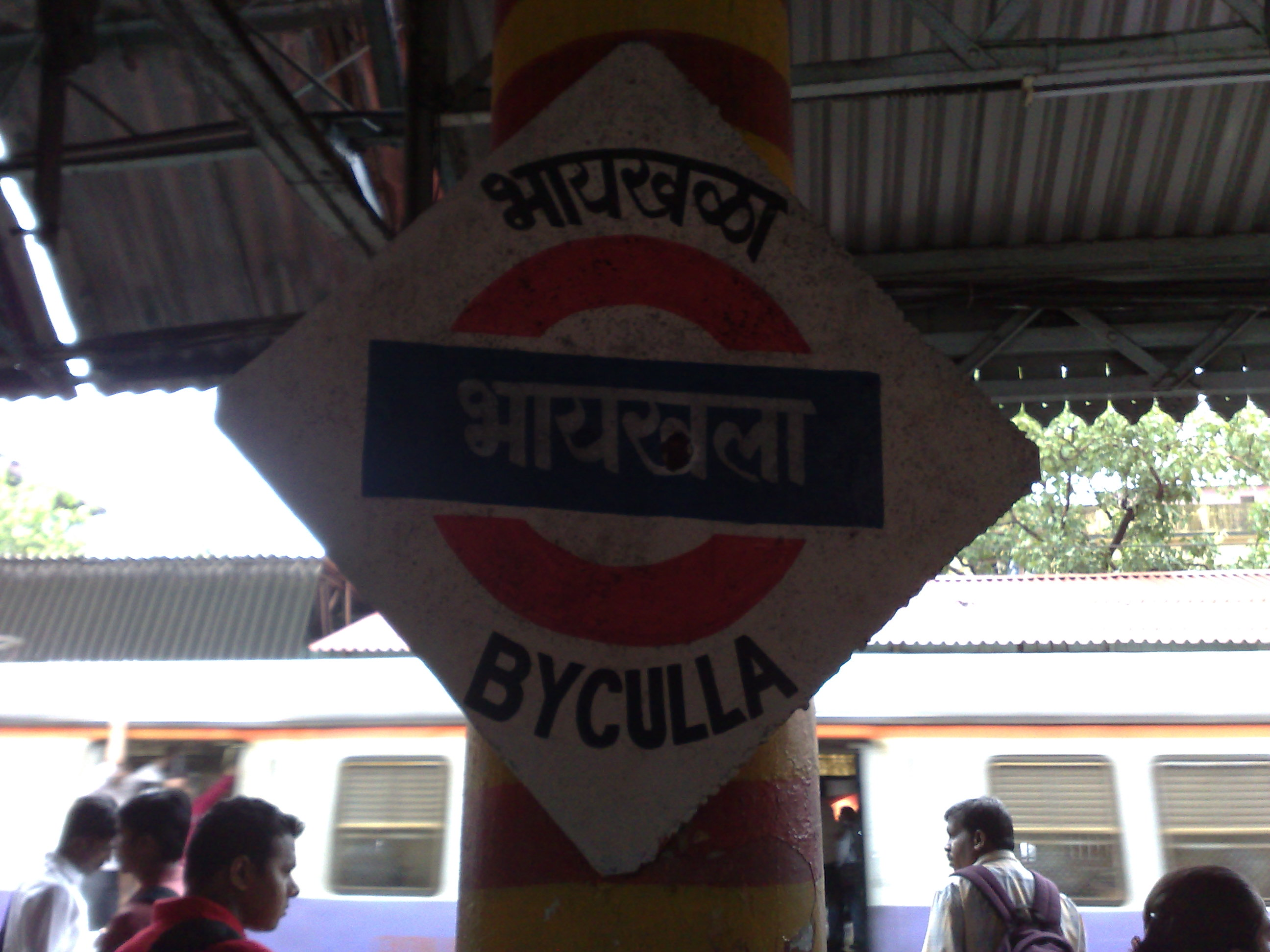
站台名牌
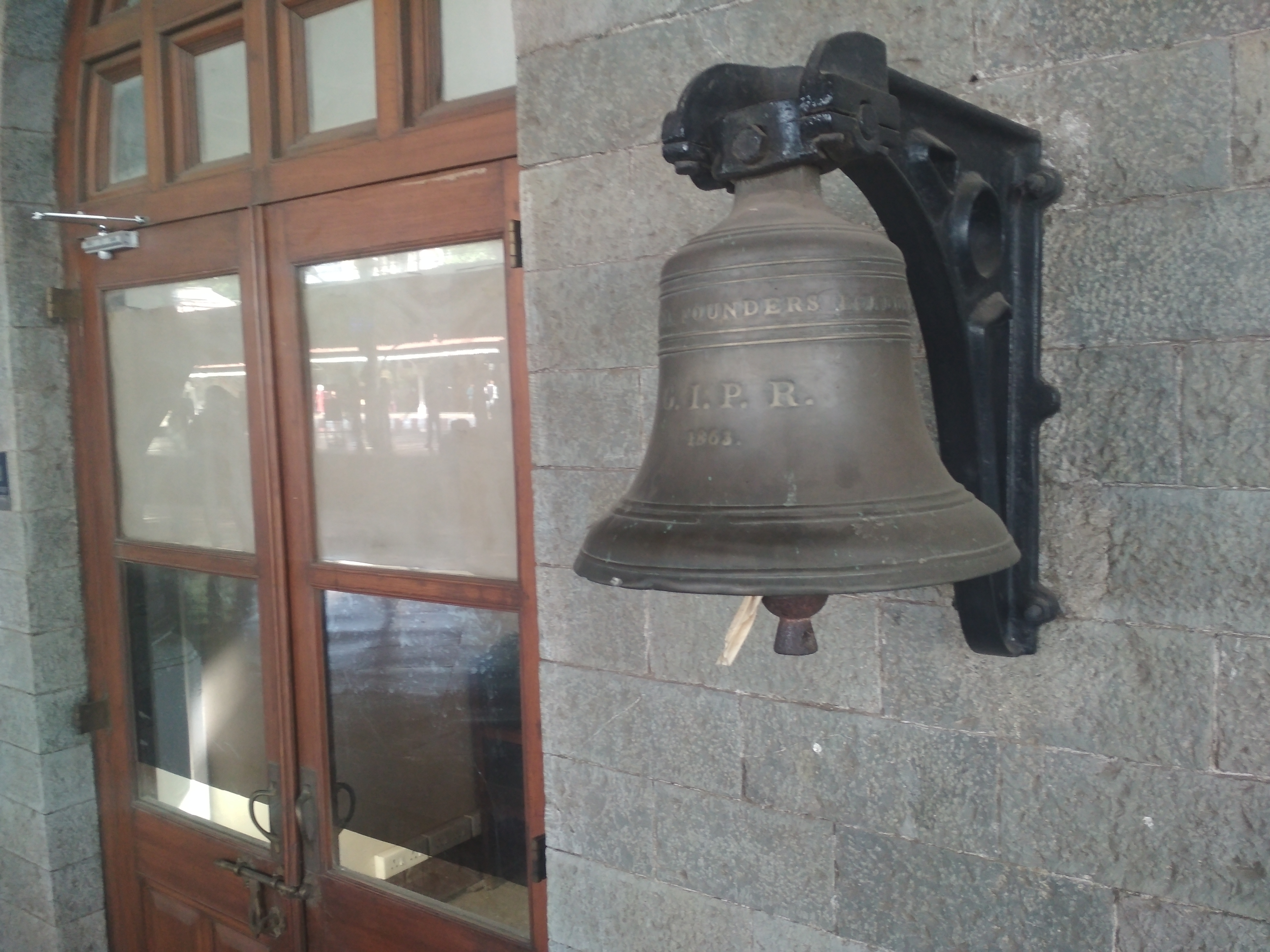
车站站长办公室外的钟，1863年设置
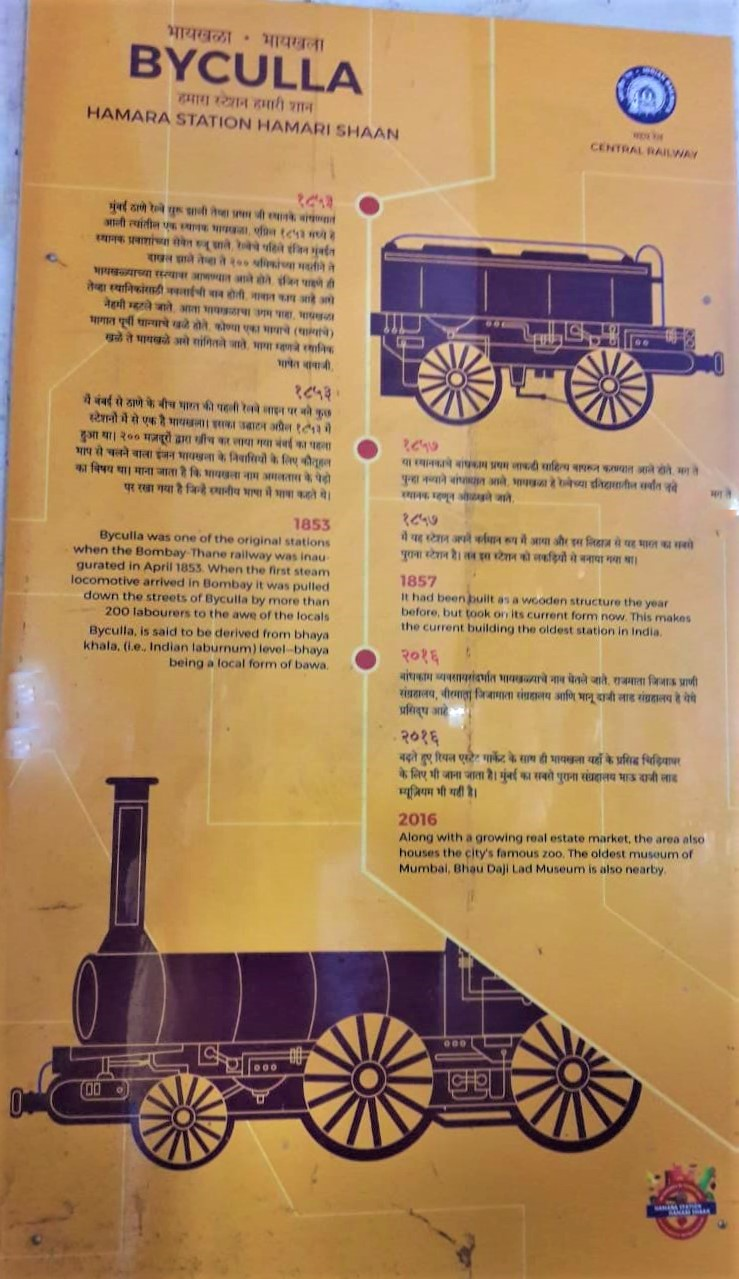
车站历史信息板
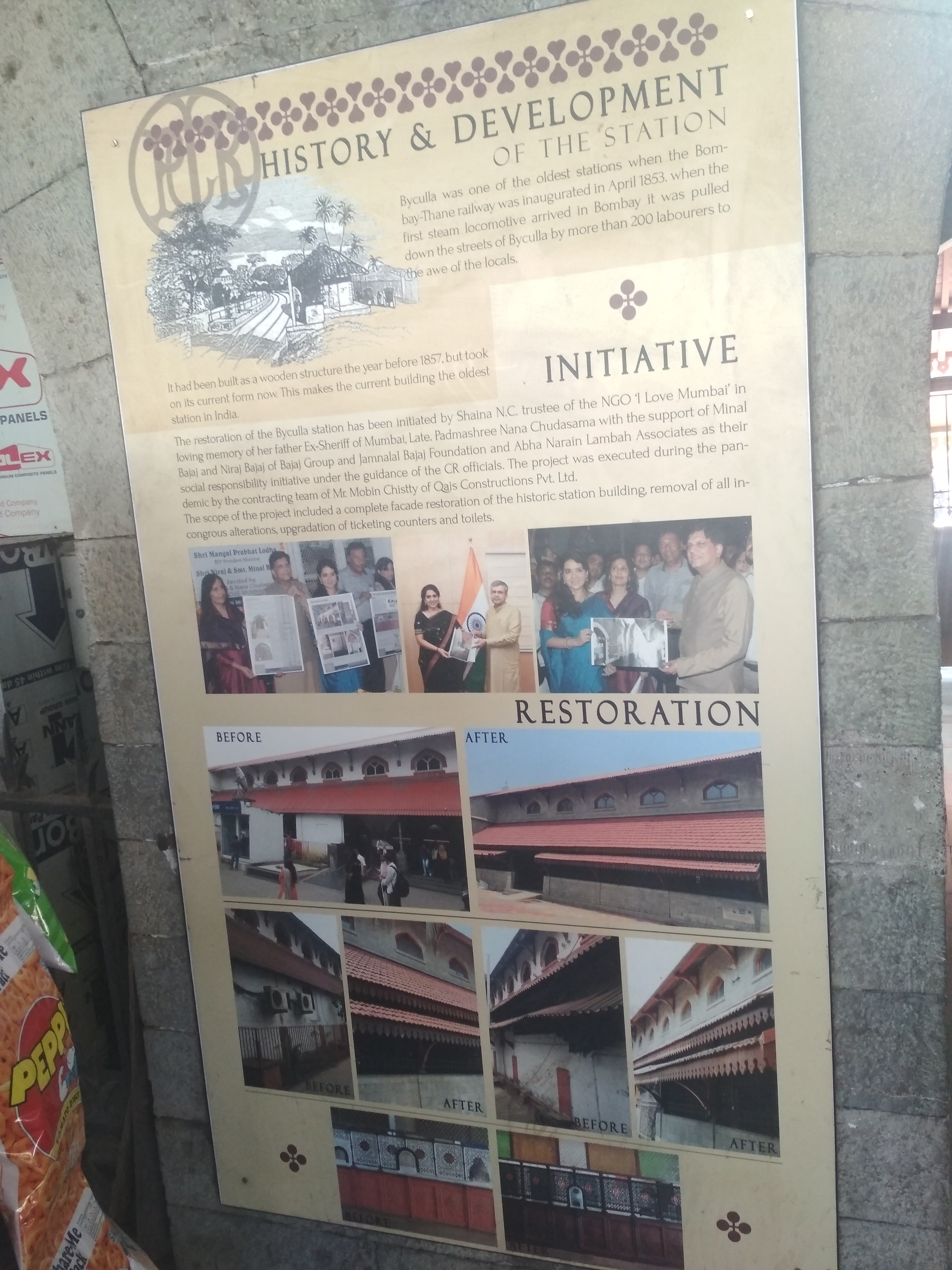
车站改造信息板